# ベシクタシュ女子バレーボールチーム
ベシクタシュ女子バレーボールチーム（ベシクタシュじょしバレーボールチーム、原語表記:Beşiktaş Kulübü Bayan Voleybol Takımı）は、トルコイスタンブールを本拠地とする、ベシクタシュJKが運営する女子バレーボールチームである。

## 概要
1923年に創部。1924年から1927年までイスタンブール1部リーグで優勝したが、その後2部へ転落。1965年にはトルコ選手権でガラタサライを破り初優勝を飾った。1990年代には国内リーグで準優勝3回を飾っている。
2011年10月、狩野舞子が入団移籍すると発表した。

## 選手・スタッフ
2024/25シーズンの登録選手は以下の通り。
| 背番号 | 名前                        | ポジション           | 身長 (m) |
| 1      | Hümay Topaloğlu Fırıncıoğlu | アウトサイドヒッター | 1.81     |
| 2      | ヨバナ・ブラコチェビッチ    | オポジット           | 1.96     |
| 3      | ギゼム・ギュレシェン        | リベロ               | 1.78     |
| 5      | Alara Altundağ              | リベロ               | 1.60     |
| 6      | サリハ・シャヒン            | アウトサイドヒッター | 1.86     |
| 9      | オリビア・ロジャンスキ      | アウトサイドヒッター | 1.89     |
| 10     | Merve Tanıl                 | セッター             | 1.79     |
| 11     | Derya Güç                   | アウトサイドヒッター | 1.86     |
| 13     | Dilay Özdemir               | セッター             | 1.87     |
| 14     | Begüm Kaçmaz                | ミドルブロッカー     | 1.88     |
| 15     | Bengisu Aygün               | ミドルブロッカー     | 1.89     |
| 17     | Merve Nezir                 | オポジット           | 1.85     |
| 19     | エミリー・マグリオ          | ミドルブロッカー     | 1.89     |
| 20     | Sude Gümüş                  | リベロ               | 1.65     |
| 95     | Beliz Başkır                | ミドルブロッカー     | 1.95     |

## 戦績

### 国内
- トルコ国内リーグ
  - 準優勝 3回 - 1995-96 [2], 1996-97 [3], 2003-04 [4]
- トルコ選手権
  - 優勝 1回 - 1964-65
- トルコ・カップ
  - 優勝 1回 - 1965-66

### 海外
- バレーボール欧州チャンピオンズリーグ
  - 2004-05 : 準々決勝進出
- 欧州クラブカップ
  - 2000-01 : 4位

## 主な在籍選手
| - オズレム・オズチェリック - ペリン・チェリック - デニズ・ハクイェメズ - エダ・エルデム - ペリン・チェリック - ニライ・オズデミル - セダ・トカトルオール - イエリズ・バシャ - バハル・トクソイ - セニイェ・ダルベレル - ビシュラ・ジャンス - シェイマ・エルジャン - ジャンス・オズバイ - トゥーバ・シェノール | - ヤセミン・ギュベリ - ぜーラ・ギュネシュ - サラ・ノリエガ - エリザンジェラ・パウリノ - アルタグラシア・マンブル - ウィルマ・サラス - パウラ・ニセティチ - ヤリマール・ロサ - 狩野舞子 - アティカ・バガー - エカテリーナ・エフィモワ - オリガ・ビリュコワ - テレサ・ロッシ - クセニヤ・コバレンコ | - べスナ・ツィタコビッチ - サーニャ・スタロビッチ - ヤスナ・マイストロビッチ - マヤ・トカルスカ - イフォン・ベリエン - セレステ・プラク - アレシア・リキューリック - サーニャ・ポポビッチ - ミア・イエルコフ - エマ・ストルニャク - エレーヌ・ルソー - リセ・ファンヘッケ - ナタリア・ジューコワ - マリーナ・トゥマス |